# Britannia Beach

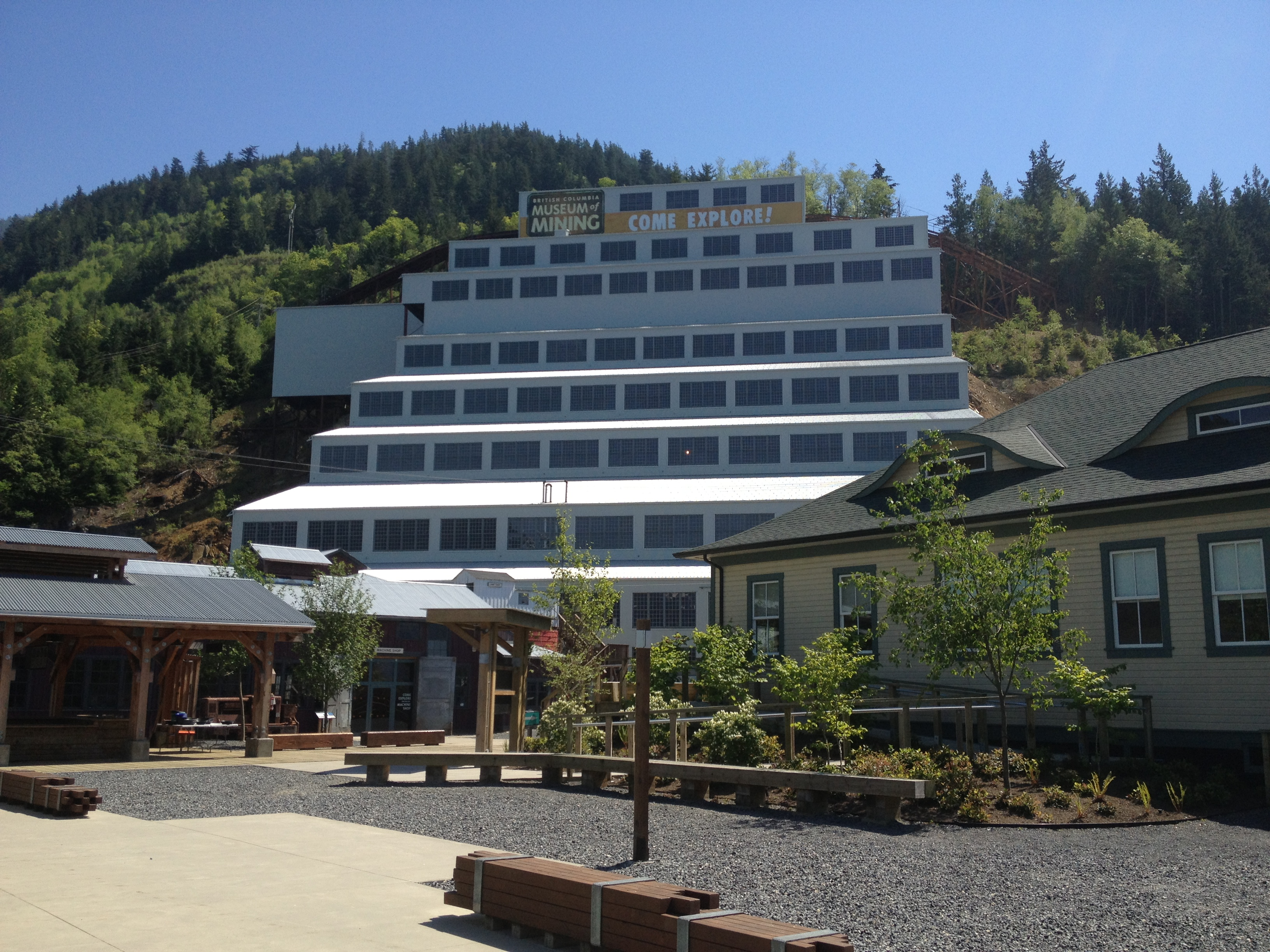
Musée de la mine Britannia à Britannia Beach

Britannia Beach est une communauté (statut de Community) située sur le littoral de la baie Howe (Howe Sound) dans la Colombie-Britannique au Canada, elle fait partie du district régional de Squamish-Lillooet.